# 伍德哈爾 (伊利諾伊州)
伍德哈爾（英語：Woodhull）是位於美國伊利諾伊州亨利縣的一個村落。

## 地理
伍德哈爾的座標為41°10′43″N 90°19′19″W / 41.17861°N 90.32194°W，而該地最高點為海拔高度247米（即810英尺）。

## 人口
根據2010年美國人口普查的數據，伍德哈爾的面積為2.14平方千米，當中陸地面積為2.14平方千米，而水域面積為0.00平方千米。當地共有人口811人，而人口密度為每平方千米378人。